# Diarsia calgary
Diarsia calgary (tên tiếng Anh: Calgary Dart) là một loài bướm đêm thuộc họ Noctuidae. Nó được tìm thấy ở vùng núi và foothills from Yukon, phía nam to Arizona và New Mexico, phía tây to bờ biển của British Columbia. There là một disjunct population miền trung miền tây California.
Sải cánh dài khoảng 30 mm.